# Lajos Nagy (Archäologe)

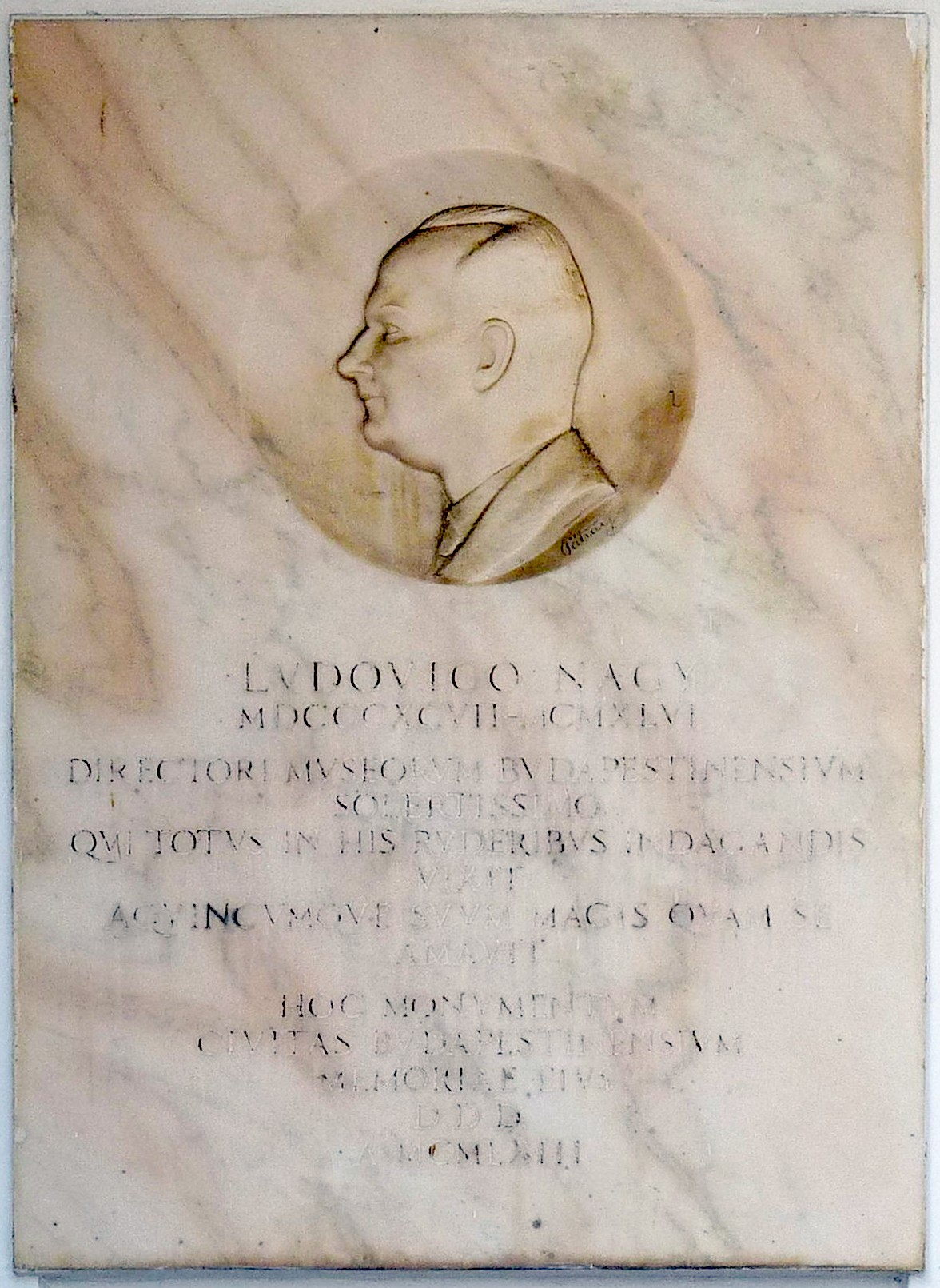
Gedenktafel für Lajos Nagy am alten Hauptgebäude des Aquincum-Museums in Budapest.

Lajos Nagy (* 15. März 1897 in Großwardein; † 10. Dezember 1946 in Budapest) war ein ungarischer Provinzialrömischer Archäologe und Kunsthistoriker. Er war Direktor des Historischen Museums in Budapest.

## Leben und Werk

### Studium und Militärdienst
Nagy begann als Mitglied des József-Eötvös-Collegiums im Jahr 1914 an der damaligen Königlich-Ungarischen Universität in Budapest zu studieren. Ab 1915 kämpfte er während des Ersten Weltkriegs fast drei Jahre lang an der italienischen und russischen Front. 1919 trat er als Artilleriekommandeur der ungarischen Roten Armee bei Im Juli 1919 wurde Nagy in Szolnok von rumänischen Soldaten gefangen genommen und für fünf Monate in der Festung Arad inhaftiert.
Nach der Haftentlassung kehrte er nach Budapest zurück, um seine Studien wiederaufzunehmen. Die Abschlussprüfungen zum Geschichts- und Lateinlehrer erfolgten Ende 1920 und 1921 beendete er seine Studien der Archäologie und Alten Geschichte. Gleichzeitig promovierte er in Kunstgeschichte.

### Erste berufliche Tätigkeiten
Im Jahr 1921 folgte er eine Einladung durch Bálint Kuzsinszky (1864–1938), dem Direktor des Aquincum-Museums, das damals zum Stadtmuseum Budapest gehörte. Er wurde dort Kuzsinszkys Partner. Von 1922 bis 1928 bekleidete er die Stelle eines Assistenzkurators.
Mit einem Stipendium des italienischen Staates konnte Nagy von 1925 bis 1927 parallel dazu an der Universität La Sapienza in Rom arbeiten. 1928 wurde er Kurator des Aquincum Museums Budapest. Ein weiteres Stipendium ermöglichte es ihm, von 1929 bis 1930 auf eine archäologische Studienreise durch Griechenland zu gehen. Außerdem besuchte er Malta, Tunesien und Österreich.
Von 1930 wurde Lajos Nagy zum Privatdozenten für römische Archäologie an der Königlich-Ungarischen Universität habilitiert und blieb bis 1941 in dieser Stellung.

### Archäologische Arbeiten
Lajos Nagy leitete seit 1921 die archäologischen Ausgrabungen in Aquincum. 1931 fand er dort Reste eine der ältesten gefundenen Orgel aus dem 3. Jahrhundert. Darüber schrieb er eine Darstellung. Nagy führte außerdem Untersuchungen am Kastell Szentendre durch. 1932 leitete er die ersten archäologischen Ausgrabungen an der spätantiken Festung Contra Aquincum. Im September desselben Jahres nahm er am dritten Internationalen Kongress für Christliche Archäologie in Ravenna teil. 1935 führte er Untersuchungen am Burgus Szigetmonostor-Horány durch. Von dieser Freilegung existiert bisher nur ein kurzer Vorbericht.

### Weitere berufliche Tätigkeiten
1936 gründete Lajos Nagy das Archäologische Institut am Historischen Museum in Budapest. Der Archäologe Tibor Nagy (1910–1995) war ihm dabei eine große Stütze. Als Kuzsinszky 1938 starb, erhielt Lajos Nagy das Amt des Museumsdirektors von Aquincum, wobei er dort auf die tatkräftige Hilfe von János Szilágyi (1907–1988) setzen konnte.
1941 übernahm Nagy die Stelle des Direktors am Historischen Museum und behielt diese Position bis zu seinem Tod. Im selben Jahr wurde er außerordentlicher Professor. Ab 1943 war er Mitherausgeber der archäologischen Fachzeitschrift Budapest Régiségei. Wenige Wochen vor seinem Tod, im November 1946, wurde er zum ordentlichen Professor ernannt.

## Mitgliedschaften
Im Jahr 1934 wurde er zum korrespondierenden Mitglied der Ungarischen Akademie der Wissenschaften gewählt. Er war seit 1932 ordentliches Mitglied der Ungarischen Gesellschaft für Archäologie und Kunstgeschichte (Magyar Régészeti és Művészettörténeti Társulat) und wurde später zu deren Generalsekretär gewählt. Von 1933 bis 1937 war er Vorstandsmitglied der Nationalen Denkmalkommission (Műemlékek Országos Bizottsága). Im Jahr 1945 wurde er als Vorstandsmitglied in die neu gegründete Gesellschaft Archaeologica Corona gewählt. Außerdem war er korrespondierendes Mitglied des Deutschen Archäologischen Instituts und des Archäologischen Instituts in Belgrad (Institut Arheološki).
Im Jahr 1946 wurde er von der Ungarischen Gesellschaft für Archäologie und Kunstgeschichte mit der Flóris-Rómer-Medaille ausgezeichnet.

## Postum
Die Stadt Szentendre ehrte Nagy 1958, indem sie eine Straße, die Dr. Nagy Lajos utca, nach ihm benannte. Diese Straße führt zum Kastell Szentendre. Das Aquincum-Museum widmete ihm 1963 eine Gedenktafel.

## Schriften (Auswahl)
- Die römisch-pannonische dekorative Malerei. In: Mitteilungen des Deutsche Archäologische Institut XLI (1926), S. 79–131.
- Az Aquincumi Orgona. (= Az Aquincumi Múzeum Kiadványa 2) Budapest 1933
- Aquincumi múmiatemetkezések (Mumienbegräbnisse aus Aquincum). (= Dissertationes Pannonicae ex Instituto numismatico et archaeologico universitatis a Petro Pázmány nominatae Budapestinensis provenientes), Budapest 1935.
- Asztrális szimbólumok a pannoniai bennszülött lakosság síremlékein. In: Pannonia 1935, S. 19–35.
- Aquincumi vonatkozású kiadatlan feliratos kőemlékek Szentendréről. In: Archaeologiai Értesítő 50 (1937), S. 85–115.
- Temetők és temetkezés. In: Budapest története 2 (1942)S. 464–485.
- Kiadatlan rómaikori eraviszkus síremlékek Szentendréről (Unpublizierte erawiskische Grabdenkmäler der Römerzeit aus Szentendre-Ulcisia Castra). In: Archaeologiai Értesítő 4 (1943) S. 87–9.
- Az Eskü-téri római erőd, Pest város őse (Die römische Festung vom Eskü-Platz, Vorgängerin der Stadt Pest). Budapest Székesfőváros Irodalmi és Művészeti Intézet Kiadása, Budapest 1946